# Diastylis laevis
Diastylis laevis là một loài giáp xác thuộc về bộ Cumacea và chi Diastylis. Nó xuất hiện từ Skagerrak đến Bờ Biển Ngà, nhưng không có tại biển Địa Trung Hải. Nó phát triển lên đến chiều dài 11 mm (0.43 trong).